# Bulgarisch-polnische Beziehungen
Die Bulgarisch-polnischen Beziehungen sind die außenpolitischen Beziehungen zwischen Bulgarien und Polen. 
Mit der Expansion unter Kasimir dem Großen und den Jagiellonen Richtung des Schwarzen Meeres sowie den Personalunionen zwischen dem  Königreich Polen und dem Königreich Ungarn kamen beide Staaten im Spätmittelalter in Berührung. Polnische Ritter kämpften auf dem Balkan gegen das Osmanische Reich, unter anderem in der Schlacht bei Nikopolis und der Schlacht bei Warna, bei der der polnisch-ungarische König Wladislaus fiel. Später fiel Bulgarien an das osmanische Reich und Polen-Litauen wurde Ende des 18. Jahrhunderts aufgeteilt. Am Bulgarischen Unabhängigkeitskrieg 1877/1878 nahmen auch mehrere Tausend Polen teil. Bulgarien war im Gegenzug eines der ersten Länder, die die polnische Unabhängigkeit nach dem Ersten Weltkrieg anerkannten. In der Zwischenkriegszeit waren die Beziehungen beider Staaten sehr gut. 1941 trat jedoch Bulgarien dem Dreimächtepakt bei und musste daher die diplomatischen Beziehungen zur Polnischen Exilregierung abbrechen. Die Beziehungen wurden 1945 wieder aufgenommen, als beide Länder sich im Ostblock wiederfanden, in der Form der Volksrepublik Bulgarien bzw. der Volksrepublik Polen, die im Rahmen des Warschauer Paktes und des Rats für gegenseitige Wirtschaftshilfe militärische und wirtschaftliche Verbündete waren. Nach dem Ende des Kalten Krieges traten beide Staaten der EU und der NATO bei. Die Beziehungen sind gut und freundschaftlich. Ca. eine halbe Million Polen macht jährlich Urlaub in Bulgarien, umgekehrt sind es ca. 75.000 Bulgaren, die jährlich Urlaub in Polen machen.
Polen besitzt eine Botschaft in Sofia. Bulgarien hat eine Botschaft in Warschau.